# Убинское (село)
У́бинское — село, административный центр Убинского района Новосибирской области.
Расположено в Барабинской низменности, в 210 километрах к западу от Новосибирска. Село имеет железнодорожную станцию на Транссибирской магистрали, в 3118 километрах от Москвы. Рядом с селом проходит федеральная автомобильная дорога Р-254 "Иртыш".

## Этимология
Своим названием село обязано расположенному в 12 километрах к северо-востоку озеру Убинское. Этимология названия озера окончательно не выяснена. Имеется объяснение О. Ф. Саблиной от тюркского убу — «проваливаться». А. П. Дульзон относит слово к южносамодийским. не интерпретируя его значения. В словаре камасинского языка К.Доннера уби означает «сырой, влажный».

## История
Убинское возникло в XVII веке в самом начале освоения Сибири. В районе современного села был основан Убинский острожек, который представлял собой башню и четырёхугольный палисад из берёзовых стволов. Он стал одним из первых острогов на территории Новосибирской области. В 1628 году он был сожжён во время восстания барабинских татар и больше не восстанавливался. Основание села датируется 1675 годом. В конце XVII века село становится одной из опорных точек на пути из Тары в Томск. В 1722 году в селе начинает строиться форпост для охраны ясачных барабинцев, известный как Убинский форпост или Убинский пас. Гарнизон форпоста состоял из 50 казаков. В 1746 году гарнизон перенесён на реку Каргат, на место современного города Каргат. В Убинском организуется почтовая станция на Московском тракте. В 1753 году в Убинское были переселены крестьяне из Чаусского острога, в районе села начинает постепенно развиваться земледелие. В 1790 году село Убинское вошло в состав Каинского уезда Тобольского наместничества (уезд позднее оказался в составе Томской губернии). По данным на 1859 год в Убинском было 146 дворов, в которых проживал 691 человек, к тому времени в селе были построены церковь и часовня. В 1896 году построена станция на Транссибирской магистрали.
В 2002 году при утверждении границ муниципальных образований Новосибирской области территория села оказалась разделена между двумя сельскими поселениями Убинского района: Убинский сельсовет и Раисинский сельсовет. В состав Раисинского сельсовета вошла часть исторически сложившихся земель населённого пункта: улицы Ломоносова, Костякова, Прянишникова, Солнечная, земли ОПХ Убинское. Это послужило основанием для обращения прокурора Новосибирской области в Новосибирский областной суд, который вынес решение о вхождении всей территории села в Убинский сельсовет. Данное решение впоследствии оставил в силе Верховный Суд Российской Федерации.

## Население
| 1959  | 1970  | 1979  | 1989  | 2002  | 2007  | 2010  |
| ----- | ----- | ----- | ----- | ----- | ----- | ----- |
| 6130  | ↗6776 | ↘6297 | ↗6586 | ↘5958 | ↗6025 | ↘5841 |
| 2021  |       |       |       |       |       |       |
| ↘5047 |       |       |       |       |       |       |

## Достопримечательности
- Насосная станция, представляющая собой комплекс зданий: здание станции, водонапорная башня, дымовая труба, дом машиниста (построено в 1914 году). Расположена рядом с железнодорожной станцией[3].
- В 12 километрах к северо-востоку от села расположено Убинское озеро.[15]

## Культура
С 1932 года выпускается местная газета «Убинский вестник». С 2003 года выходит детско-юношеское приложение к «Вестнику» под названием «Юность».

## Экономика
Хлебокомбинат.

## Известные уроженцы
- Иван Степанович Евстигнеев (1913—1986) — советский военный деятель, полковник, Герой Советского Союза.